# 溴化亚砜
溴化亚砜是一种无机化合物，化学式 SOBr2。 比起对应的氯化物 氯化亚砜，溴化亚砜更不稳定及更少用。 它可以由氢溴酸和氯化亚砜反应而成，使氢溴酸变成较弱的盐酸。
SOCl2  +  2 HBr  →  SOBr2  +  2 HCl
亚硫酰溴将醇转化为溴代烃，可用于某些α，β-不饱和羰基化合物的溴化。

## 安全
SOBr2 在空气中水解，形成有毒气体二氧化硫和氢溴酸。
SOBr2  +  H2O  →  SO2  +  2 HBr